# Açude Umari (Ceará)
O Açude Umari é um açude brasileiro localizado no município de Madalena, estado do Ceará, que barra às águas do riacho Barrigas, um afluente do rio Banabuiú,
As suas águas são distribuídas para os municípios de Itatira e Madalena, através da Adutora Madalena.
Sua capacidade de amarzenamento de água será de 35.000.000 m³.